# اد احمد او امبارك (ادا وبلال)
اد احمد او امبارك هو دُوَّار يقع بجماعة سيدي كاوكي، إقليم الصويرة، جهة مراكش آسفي في المملكة المغربية. ينتمي الدوّار لمشيخة ادا وبلال التي تضم 8 دواوير. يقدر عدد سكانه بـ 664 نسمة حسب الإحصاء الرسمي للسكان والسكنى لسنة 2004.

## روابط خارجية
- البوابة الوطنية للجماعات الترابية
- المندوبية السامية للتخطيط